# 11470 Davidminton
A 11470 Davidminton (ideiglenes jelöléssel (11470) 1981 EE47) a Naprendszer kisbolygóövében található aszteroida. Schelte J. Bus fedezte fel 1981. március 2-án.

## Kapcsolódó szócikk
- Kisbolygók listája (11001–11500)